# Nós (álbum de Maria Gadú)
Nós é primeira coletânea de duetos da cantora brasileira Maria Gadú. Foi lançado em 19 de julho de 2013 pelo selo Slap em parceria com a Sony Music. No álbum, Maria Gadú interpreta canções com outros nomes da Música Popular Brasileira.

## Antecedentes
Para celebrar sua carreira, Maria Cadú juntamente com a gravadora Slap realizaram esta coletânea onde a cantora recebe diversos nomes do MPB em parceria para cantar músicas clássicas do MPB, em que Maria Gadú já teria feito uma participação. Alguns dos artistas com qual Maria Gadú faz parceria são: Caetano Veloso, Gilberto Gil, Chitãozinho & Xororó, Milton Nascimento, Ana Carolina, Sandra de Sá, Ivan Lins (o nome que mais aparece no álbum, tanto na parceria quanto em composições), entre outros cantores.
A cantora também selecionou dois jovens intérpretes e compositoras nas faixas "Do Nada, Me Jogaram aos Leões" com Jay Vaquer; "Música Inédita" com Tiago Iorc e a canção "Felicidade" com Leandro Léo.
Além de grandes nomes da música brasileira, Maria Gadú também convidou dois artistas internacionais, entre eles Jesse Harris, onde ela faz parceria na canção "I Know It Won't Be Long" e com Eagle-Eye Cherry fecha com a cantora na canção "Alone".

## Faixas
| Edição padrão |                                                            |                                                                                              |         |  |
| N.º           | Título                                                     | Compositor(es)                                                                               | Duração |  |
| 1.            | "Mais Que a Mim" (com Ana Carolina)                        | Ana Carolina; Chiara Civello                                                                 | 4:24    |  |
| 2.            | "Recomeço" (com Totonho Villeroy)                          | Antônio Villeroy                                                                             | 3:50    |  |
| 3.            | "Oh My Love, My Love" (com Moska e Kevin Johansen)         | Kevin Johansen                                                                               | 3:51    |  |
| 4.            | "Lamento Sertanejo" (com Gilberto Gil e Milton Nascimento) | Dominguinhos/Gilberto Gil                                                                    | 4:29    |  |
| 5.            | "Demônio Colorido" (com Sandra de Sá)                      | Sandra de Sá                                                                                 | 3:28    |  |
| 6.            | "Nosso Estranho Amor" (com Caetano Veloso)                 | Caetano Veloso                                                                               | 2:27    |  |
| 7.            | "Do Nada, Me Jogaram aos Leões" (com Jay Vaquer)           | Jay Vaquer                                                                                   | 4:34    |  |
| 8.            | "No Rancho Fundo" (com Chitãozinho & Xororó)               | Ary Barroso/Lamartine Babo                                                                   | 4:29    |  |
| 9.            | "Luzia" (com Daniel Chaudon)                               | Daniel Chaudon/Felipe Pinaud/Alinne Moraes                                                   | 3:53    |  |
| 10.           | "Em Paz" (com 5 a Seco)                                    | Pedro Altério/Rafael Altério/Rita Altério                                                    | 3:44    |  |
| 11.           | "Camaleonte" (com Jessica Brando e Banda InventaRio)       | Ivan Lins/Vitor Martins/Aldir Blac. Versão de: Max de Thomas                                 | 4:02    |  |
| 12.           | "Quem Me Dera" (com Ivan Lins)                             | Ivan Lins/Vitor Martins                                                                      | 4:44    |  |
| 13.           | "Mais uma Vez" (com Jota Quest)                            | Fernanda Mello/Rogério Flausino/Marco Túlio Lara/Márcio Buzelin/Paulo Diniz/Paulinho Fonseca | 4:08    |  |
| 14.           | "I Know I't Wont Be Long" (com Jesse Harris)               | Jesse Harris                                                                                 | 2:12    |  |
| 15.           | "Alone" (com Eagle-Eye Cherry)                             | Eagle-Eye Cherry                                                                             | 4:18    |  |
| 16.           | "Música Inédita" (com Tiago Iorc)                          | Duca Leindecker                                                                              | 3:32    |  |
| 17.           | "Felicidade" (com Leandro Léo)                             | Leandro Léo                                                                                  | 4:04    |  |
| 18.           | "Buquê" (com Camila Wittmann)                              | Camila Wittmann                                                                              | 4:03    |  |